# Friedrich Siegel
Friedrich Siegel (* 1648; † 18. September 1707) war ein frühneuzeitlicher deutscher Unternehmer. Er war Besitzer der Hammerwerke Unterblauenthal, Schönheide und Rautenkranz sowie des Freihofes im Sosa im westlichen Erzgebirge.

## Leben

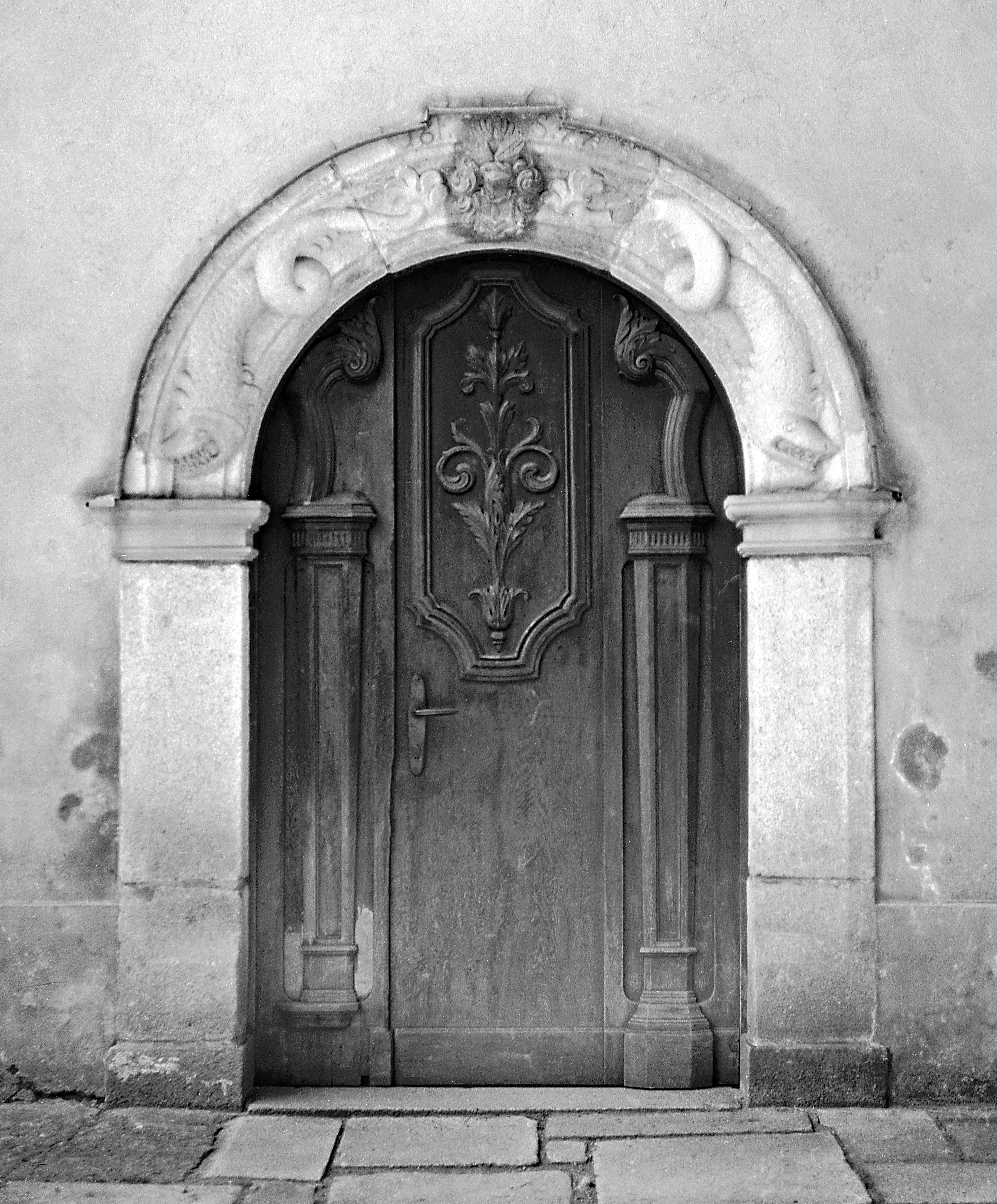
Rundbogenportal in Blauenthal mit dem Wappen Friedrich Siegels von 1677

Er war der Sohn des Hammerherrn Heinrich Siegel (1612–1669) und Enkel von Andreas Siegel, der Hammerherr zu Mittweida und Großpöhla (Siegelhof) war. Nach dem Tod seines Vaters fielen das Hammerwerk Unterblauenthal und der Freihof in Sosa 1669 an Friedrich Siegel und dessen sieben Geschwister Susanna (⚭ 1664 Heinrich Siegel, Sohn des Besitzers des Schönheiderhammers), Catharina (⚭ 1659 Cornelius Cunigham, Diakon in Wolkenstein, dann Pfarrer zu Geyer), Andreas, Rosina (⚭ 1661 David Richter, Diakon in Eibenstock), Regina (⚭ 1663 Tobias Biedermann, „Practicus“ beider Rechte, später u. a. Stadtrichter in Chemnitz und Hammerherr in Großpöhla), Magdalena (⚭ 1668 Ernst Reppel, Erbrichter in Großpöhla) und Dorothea (⚭ 1670 Lic. Christian Friedrich German, verordneter Land-, Amt- und Stadtphysikus in Chemnitz). Diese verwalteten die Besitzungen zunächst gemeinsam, überließen am 20. September 1671 Hammerwerk und Freihof ihrem Bruder Andreas Siegel. Dieser verkaufte kurz vor seinem Tod als Hammermeister zu Unterblauenthal und Besitzer des Freihofes in Sosa das Hammerwerk Unterblauenthal nebst Freihof in Sosa am 11. August 1674 an seinen jüngeren Bruder, der damals Hammermeister in Rittersgrün und Pachtinhaber des dortigen Schmertzingischen Rothen Hammers war. Ferner übernahm Friedrich Siegel auch die Hammerwerke Schönheide und Rautenkranz und ersteigerte 1696 das hintere Gut auf der Planerleithe in Eibenstock.
1677 ließ er das Herrenhaus in Unterblauenthal erneuern, woran noch heute das Rundbogenportal des Hammerherrenhauses Am Zinnsteig 1 erinnert.

## Familie
Er war mit Maria Catharina, Tochter des Hammerherrn in Kleinpöhla Hans Heinrich von Elterlein, verheiratet. Aus der Ehe ging u. a. der gleichnamige Sohn Friedrich Siegel junior (1680–1739) hervor, der seiner Mutter und den Geschwistern am 26. Januar/3. Februar 1708 das Hammerwerk Unterblauenthal abkaufte. Christian Gottlieb Bussius erwarb hingegen am 3. Februar 1708 den Schönheiderhammer.